# Calumma gastrotaenia
Calumma gastrotaenia is een kleine hagedis uit de familie kameleons (Chamaeleonidae). De kameleon komt voor in Madagaskar en leeft in de vochtige wouden in het oosten van het eiland.

## Naam en indeling
De wetenschappelijke naam van de soort werd voor het eerst voorgesteld door George Albert Boulenger in 1888. Oorspronkelijk werd de wetenschappelijke naam Chamaeleo gastrotaenia gebruikt, gevolgd door Chamaleo grandidieri (Mocquard) in 1900. De soortnaam is afgeleid van de Oudgriekse woorden γαστήρ, gastēr ('buik') en ταινία, tainia ('band').
Vroeger werden er drie ondersoorten erkend, maar sinds twee hiervan tegenwoordig als aparte soorten worden beschouwd zijn er geen ondersoorten meer. Het betreft de soorten Calumma marojezensis en Calumma guillaumeti.

## Uiterlijke kenmerken
Calumma gastrotaenia heeft een langwerpig lichaam en eveneens een langgerekte kop. De lichaamslengte is relatief klein en bedraagt ongeveer vijftien tot twintig centimeter. De kameleon heeft een groene, bruine of gele lichaamskleur, de onderzijde is lichter tot wit. Van de snuit loopt een dunne lichte streep door de oogomgeving en de flanken naar de basis van de staart. Sommige exemplaren hebben witte vlekken. Het mannetje heeft een beenachtige kam op de kop en wordt groter dan het vrouwtje.

## Levenswijze
Calumma gastrotaenia leeft in struiken en lage bomen van vochtige wouden, waar hij jaagt op kleine insecten. Hij schijnt een voorkeur te hebben voor een leefomgeving vlakbij stromend water. De kameleon slaapt doorgaans op een hoogte van 1 tot 2,5 meter boven de grond.

## Verspreiding en habitat
Het verspreidingsgebied van Calumma gastrotaenia ligt in de oostelijke subtropische bossen van Madagaskar, van Maevatanana in het noorden tot het Andringitramassief in het zuiden.
De habitat bestaat uit vochtige tropische en subtropische bossen, zowel in laaglanden als in bergstreken. De soort lijkt goed te gedijen in versnipperde wouden. De kameleon is aangetroffen op hoogtes tussen 600 tot 1530 meter boven zeeniveau.

## Beschermingsstatus
Calumma gastrotaenia is wijdverbreid in zijn verspreidingsgebied en wordt beschermd in een aantal beschermde gebieden, waaronder de nationale parken Andasibe Mantadia en Ranomafana. Op de lijst van CITES is hij opgenomen in Bijlage II, wat wil zeggen dat voor de handel een vergunning moet worden aangevraagd. Sinds 1995 is de export uit Madagaskar verboden. De soort staat als 'niet bedreigd' (LC of Least Concern) op de Rode Lijst van de IUCN, al lijkt de populatieomvang langzaam achteruit te gaan en vormt ontbossing een mogelijke bedreiging voor de toekomst.